# Peter van Joegoslavië
Peter (Petar) Karađorđević (Servisch: Петар Карађорђевић) (Chicago, 5 februari 1980) is de erfprins van Joegoslavië en oudste zoon van kroonprins Alexander van Joegoslavië en prinses Maria da Glória van Orléans en Braganza. Peter is de kleinzoon van koning Peter II van Joegoslavië. Zijn peetoom is prins Alexander van Joegoslavië, zoon van prins-regent Paul. Peter heeft twee jongere broers: prins Alexander en prins Filips (tweeling, geboren op 15 januari 1982).

## Opleiding
Peter woonde in Chicago tot eind 1981. Daarna verhuisde hij met zijn ouders naar Virginia. In 1983 ging hij voor het eerst naar de kleuterschool in Tyson's Corner. In 1984 ging hij naar de basisschool. In 1988 -hij was toen acht jaar oud- ging hij naar top privéscholen in Londen. In juni 1998 slaagde hij aan de The King's School in Canterbury in Engeland met drie diploma's op A-niveau (kunst, Spaans en Frans).
In 1999 deed Peter een cursus kunst aan de Camberwell College of Arts (Londen instituut). In mei 2000 volgde Peter een aantal opleidingen kunst in Barcelona en Sevilla. Ook studeerde hij een jaar aan de Rhode Island School of Design aan de oostkust van de Verenigde Staten. Hij werkt op dit moment op het gebied van grafisch ontwerpen en computertechnologie.

## Talen en hobby's
Hij spreekt vloeiend Engels, Spaans en Frans. Daarnaast heeft hij zich verdiept in de Servische taal. Peter houdt van snowboarden, tekenen en schilderen. Hij is geïnteresseerd in kunst, grafisch ontwerpen en muziek. 

## Reizen
Voor de revolutie van 5 oktober 2000 reisde Peter tweemaal naar Servië (in 1991 en juli 2000).  Sinds 17 juli 2001 bewoont de koninklijke familie weer hun paleis in Belgrado. Peter heeft veel gereisd, onder andere naar het Midden-Oosten, Azië en Zuid-Amerika.